# Valera (Venezuela)
Valera è una città del Venezuela situata nello Stato federato di Trujillo; ha una popolazione di 511 000 abitanti e si trova a circa 33 km da Trujillo de Nuestra Señora de la Paz, capitale dello Stato federato.